# Peter van Gestel

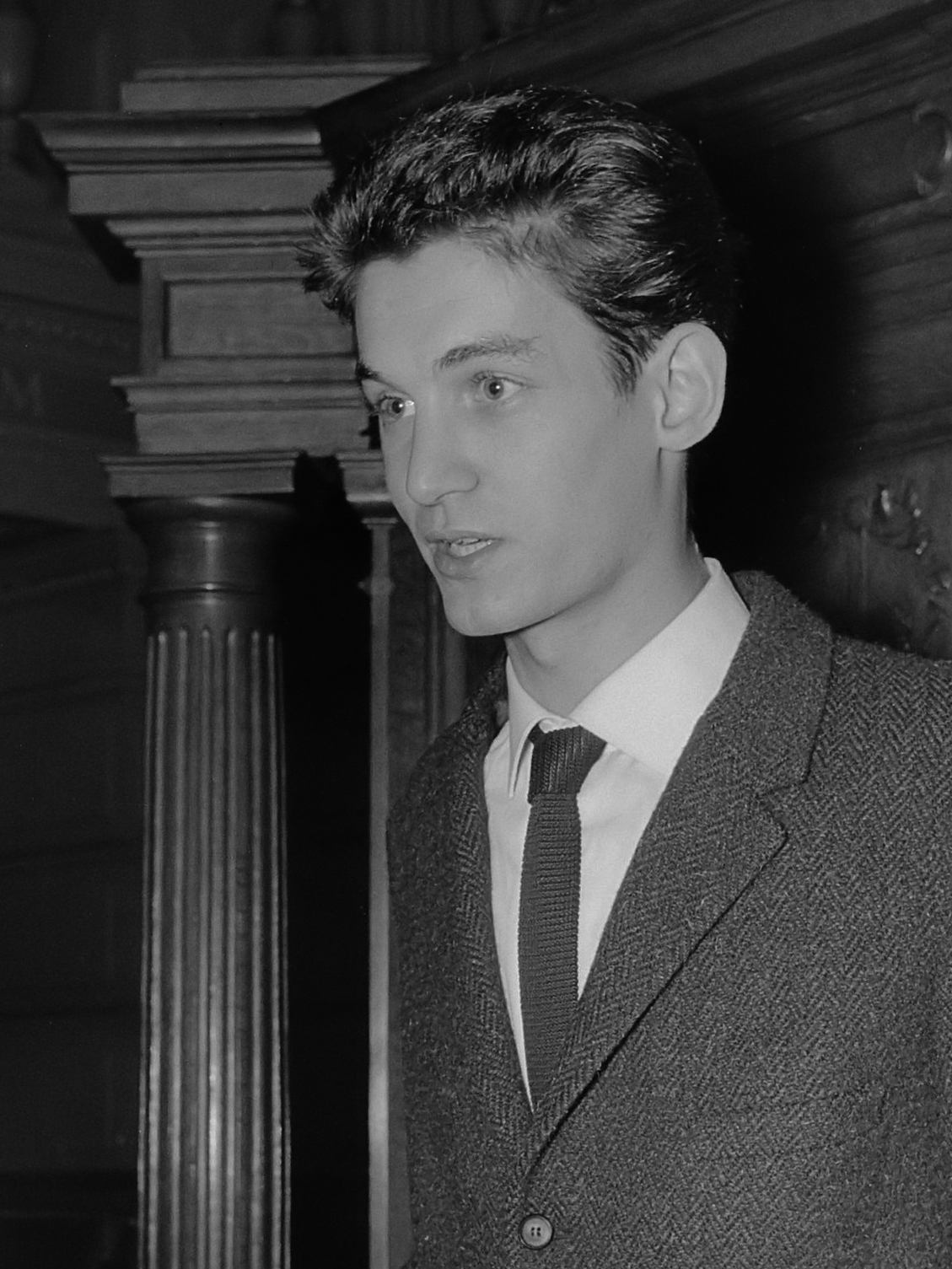
Peter van Gestel (1961)

Peter van Gestel (* 3. August 1937 in Amsterdam; † 1. März 2019 ebenda) war ein niederländischer Schriftsteller.

## Leben
Peter van Gestel besuchte eine Schauspielschule und arbeitete danach einige Jahre als Schauspieler. Danach wurde er Dramaturg und arbeitete als Autor und Dramaturg für Rundfunk und Fernsehen. Über Hörspiele und Erzählungen für Erwachsene kam er zu Geschichten für Jugendliche, die er in der Zeitschrift Vrij Nederland publizierte. Mit diesen Geschichten entstand 1979 sein erstes Jugendbuch Schuilen onder je schooltas (Verstecken unter deinem Ranzen).
Van Gestel erhielt im Jahr 2006 den nur alle drei Jahre verliehenen Theo Thijssenprijs für sein Gesamtwerk.
Sein Jugendroman Wintereis über die Zeit des Nationalsozialismus wurde bereits mit mehreren Preisen ausgezeichnet.

## Werke
- Drempelvrees (Schwellenfurcht), 1961
- Schuilen onder je schooltas (Fell unter ihrer Mappe), 1979
- Uit het leven van Ko Kruier (Vom Leben ded Ko Kruierd), 1984
- Ko Kruier en zijn stadsgenoten, 1985: Nienke van Hichtum-prijs 1987
- Masja, de verhalen van Katja (Masja, die Geschichte von Katja), 1992
- Lieve Claire (Freundliche Claire), 1994
- Nachtogen (Nachtaugen), 1996
- Mariken, 1997 (dt. Mariken, 1998)
- Die Prinzessin im Rosengarten, 1998
- Auf leisen Pfoten, 2003
- Slapen en schooieren (Schlaf und Schooieren), 1999 (dt. Stientje, 2001, übersetzt von Mirjam Pressler)
- Winterijs (dt. Wintereis, übersetzt von Mirjam Pressler. Verlag Beltz & Gelberg, Weinheim/Basel 2008, ISBN 978-3-407-81040-3.[2])
- Kleine Felix. Roman. Mit Bildern von Gerda Raidt.
  - Felix Wonder. Deutsch, übersetzt von Mirjam Pressler. Verlag Beltz & Gelberg, Weinheim/Basel 2010, ISBN 978-3-407-79976-0.

## Auszeichnungen
- 2002: Woutertje Pieterse Prijs
- 2002: Gouden Griffel
- 1987, 2003: Nienke van Hichtum-prijs
- 2008: LUCHS 261